# 종용록
《종용록(從容錄)》 또는 《종용암록(從容庵錄)》은 중국 불교의 선종의 선어록(禪語錄)으로,  원명은 《만송노인 평창 천동각화상 송고 종용암록(萬松老人評唱天童覺和尙頌古從容庵錄)》이다.
중국 선종5가(禪宗五家)의 일파인 조동종(曹洞宗)에 속하며 묵조선(默照禪)의 시조인 천동산(天童山)의 굉지정각(宏智正覺: 1091~1157)이 고칙(古則:  후인의 수행의 규범이 될만한 옛 사람(古人)의 언구) 100칙을 골라 여기에 송고(頌古)를 붙였는데 이것이 〈굉지송고(宏智頌古)〉이다.
그 후 같은 조동종의 만송행수(萬松行秀: 1166~1246)가 1223년(嘉定16)에 〈굉지송고〉의 하나하나에 대하여 시중(示衆) · 저어(著語) · 평창(評唱)을 가한 것이 본서이며, 그 평창을 쓴 장소가 종용암(宗容庵)이었기 때문에 《종용암록(從容庵錄)》이라고 이름지었다.
〈굉지송고〉가 《벽암록(碧巖錄)》의 〈설두송고(雪竇頌古)〉를 본받은 것처럼 만송(萬松)의 평석(評釋)도 원오(圓悟)의 것을 본뜬 것으로 간주되며, 옛날부터 《종용록》과 《벽암록》의 두 저서는 선문(禪門)의 쌍벽으로 존중되어 왔다. 특히 〈굉지송고〉의 묘미(妙味)있는 시와 만송의 뛰어난 저어(著語) · 평창에 본서(本書)의 생명이 있다고 할 수 있다.

## 참고 문헌
- 이 문서에는 다음커뮤니케이션(현 카카오)에서 GFDL 또는 CC-SA 라이선스로 배포한 글로벌 세계대백과사전의 내용을 기초로 작성된 글이 포함되어 있습니다.